# Charles Estienne

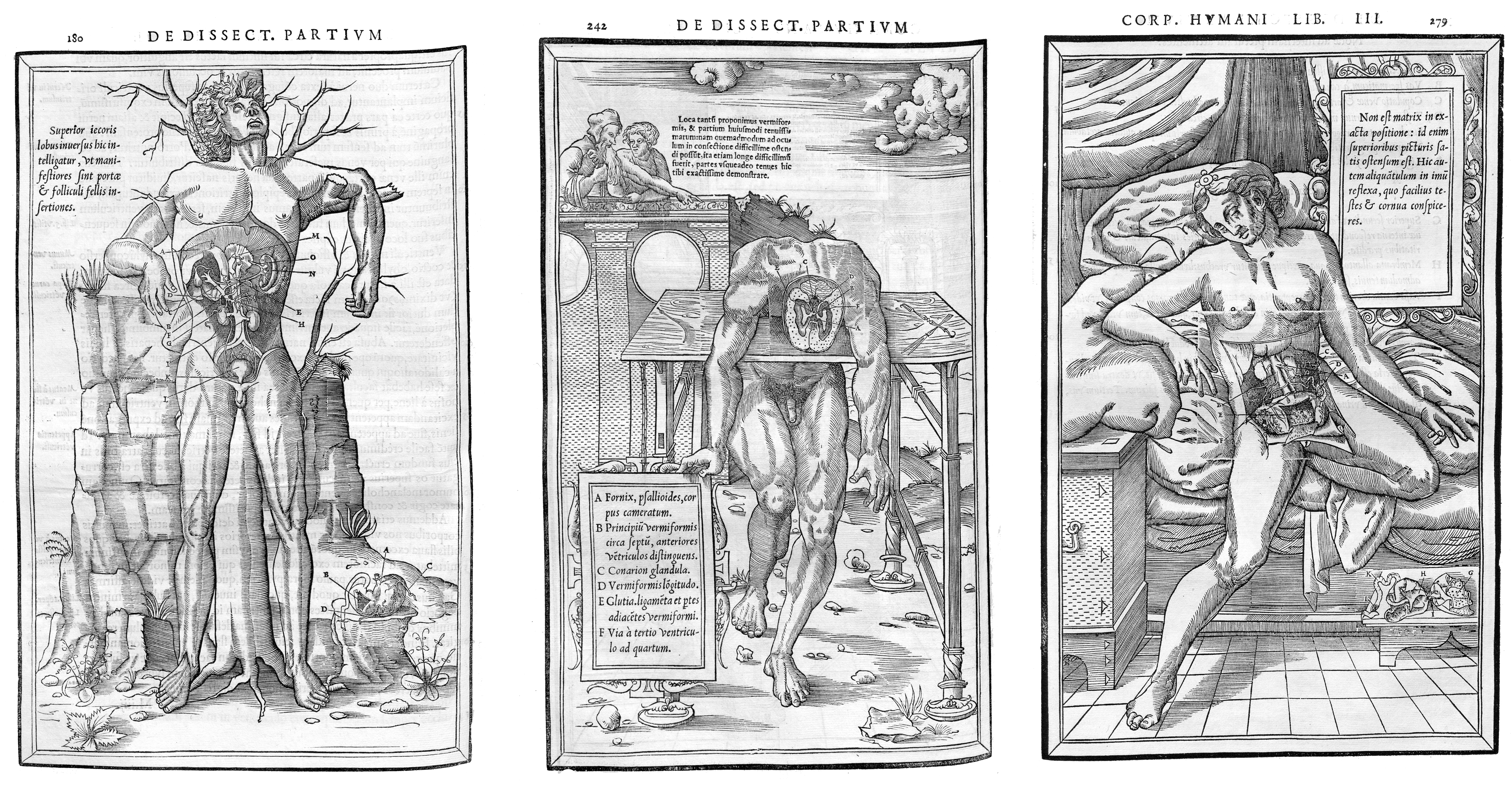
Anatomische Abbildungen aus De dissectione (1545)

Charles Estienne (latinisiert: Carolus Stephanus; englisch: Charles Stephens; * ca. 1505 in Paris; † 1564/65 ebenda) war ein französischer Anatom, Verleger und Drucker.

## Leben und Wirken
Charles Estienne war der Sohn des Pariser Buchdruckers Henri Estienne (Henricus Stephanus). Charles Estienne genoss eine humanistische Schulbildung. Anschließend ging er nach Padua, wo er sich für Botanik, Gartenbau und Medizin interessierte. Er kehrte nach Paris zurück und studierte Medizin. Im Jahr 1542 erfolgte die medizinische Promotion. Zwischen 1544 und 1547 lehrte er als Anatom an der Medizinischen Fakultät in Paris. Bekannt wurde er in der Medizin durch sein zusammen mit Étienne de La Rivière erarbeitetes Werk De dissectione partium corporis humani libri tres, in dem sie Galen an manchen Punkten modifizierten. Sie gehören zu den Erstbeschreibern der Venenklappen. Das Werk wurde mit Holzschnitten illustriert. Es betont die Autopsie und weist Ähnlichkeiten mit den Arbeiten des Anatomen Andreas Vesal auf.
Im Jahr 1550 musste sein Bruder Robert Estienne fliehen, weil er des Protestantismus bezichtigt wurde. Charles übernahm die Druckerei und zog sich auf verlegerische Aktivitäten zurück. Zehn Jahre später wurde er angeklagt, weil er das Erbe seines Bruders veruntreut habe. In der Kerkerhaft, die er 1561 antreten musste, überlebte er nur kurze Zeit.
Charles Estienne hinterließ eine Tochter, die Schriftstellerin Nicole Estienne.

## Schriften (Auswahl)
- De latinis et graecis nominibus arborum, fruticum, herbarum, piscium & avium. Theobald Paganus. Paris 1536, 1545, 1547, 1554; Lyon 1548, 1552 (Digitalisat); Poitiers 1552
- De re hortensi libellus : Vulgaria herbarum, florum, ac fruticum, qui in hortis conseri solent, nomina Latinis nocibus efferre docent ex probatis autoribus. Paris 1536, 1539, 1545; Lyon 1536 (Digitalisat), 1545 (Digitalisat)
- Seminarium sive plantarium earum arborum, quae post hortos conseri solent. Paris 1536 (Digitalisat) 1540 (Digitalisat)
  - Pietro Lauro (Übersetzer). Seminario de gli alberi. Venedig 1545 (Digitalisat)
- Vinetum in quo varia vitium, uvarum … nomina … continentur. Franciscus Stephanus, Paris 1537 (Digitalisat)
- De dissectione partium corporis humani libri tres, a Carolo Stephano editi, una cum figuris et incisionum declarationibus a Stephano Riverio compositis. Simon Colineum, Paris 1545 (Digitalisat)(Digitalisat descartes - Verlinktes Register)(Digitalisat bsb - Hohe Auflösung)
  - La dissection des parties du corps humain : divisée en trois livres / faictz par Charles Estienne, docteur en médecine ; avec les figures et declaration des incisions composées par Étienne de La Rivière, chirurgien. Simon de Colines, Paris 1546 (Digitalisat descartes - Verlinktes Register)
- L' agriculture et maison rustique. Jaques du Puis, Paris 1564 (Digitalisat); 1567 (Digitalisat); 1583 (Digitalisat)
  - Melchior Sebisch (Übersetzer). XV. Bücher von dem Feldbaw und recht volkommner Wolbestellung eines bekömmlichen Landsitzes. Lazarus, Straßburg 1592 (Digitalisat); 1607 (Digitalisat)